# Federlogistica
Federlogistica è un'associazione di categoria italiana, istituita nel 2001, rappresentante le imprese operanti nel settore della logistica e dei trasporti in Italia.
La Federazione aderisce a Conftrasporto - Confcommercio Imprese per l'Italia, e partecipa al Tavolo Confmare, il coordinamento del cluster marittimo portuale di quest'ultima associazione.

## Struttura
La Federazione è strutturata in un organismo esecutivo centrale, il Consiglio Direttivo, e tre Commissioni Tecniche.
Il Consiglio Direttivo, cui fa capo il Presidente della Federlogistica,  ha il compito di determinare la linea generale della Federazione. È composto da 14 consiglieri.
Le Commissioni Tecniche, composte da esperti aziendali del settore, si occupano di analizzare, sviluppare e diffondere contenuti tecnici e posizioni comuni, al fine di promuovere la riflessione e l’azione delle istituzioni e dei regolatori a livello nazionale ed europeo. Le tre Commissioni tecniche sono:
- Commissione Porti

- Commissione Logistica e Intermodalità

- Commissione per l'Internazionalizzazione

Tra le imprese associate si trovano interporti, gestori di magazzini interportuali, portuali e retroportuali, operatori di spedizioni e trasporti multimodali, nonché fornitori di servizi portuali e tecnico-nautici.

## Principali settori di attività
- logistica
- magazzini generali
- magazzini frigoriferi
- terminalisti portuali e retroportuali
- operatori portuali
- imprese portuali
- interportuali
- aeroportuali